# Johannes VII. (Byzanz)

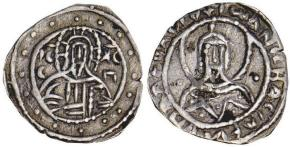
Silbermünze (Halbstauraton) Johannes′ VII.

Johannes VII. Palaiologos (mittelgriechisch Ἰωάννης Ζʹ Παλαιολόγος Iōannēs VII. Palaiologos, * 1370; † 22. September 1408) war byzantinischer Kaiser sechs Monate lang im Jahr 1390 sowie erneut von 1399 bis 1402. Er war der Sohn des byzantinischen Kaisers Andronikos IV Palaiologos und Keratsa von Bulgarien, einer Tochter des bulgarischen Zaren Iwan Alexander und dessen Ehefrau Theodora von der Walachei. Er war der Enkel von Johannes V. Palaiologos und kann leicht mit seinem Cousin Johannes VIII. Palaiologos verwechselt werden, einem Sohn seines Onkels Manuel II. Palaiologos.
Nach einer gescheiterten Revolte seines Vaters wurde er genauso wie dieser 1373 teilweise geblendet. Als sein Vater 1376 erneut den Thron usurpierte, wurde er zum Mitregenten eingesetzt. Doch auch diese Rebellion brach 1379 zusammen. Während sein Vater aber weiterhin den Kaisertitel behielt, ist unklar, ob dieser Johannes aberkannt wurde.
Am 14. April 1390 gelang es ihm, den Thron für fünf Monate zu erringen; er wurde von seinem Onkel Manuel II. aber wieder vertrieben. Johannes VII. floh zum türkischen Sultan Bayezid I., der bereits 1387 mit seiner Tochter verheiratet war.
Als Manuel II. im Jahr 1399 in Westeuropa um Unterstützung gegen die Türken warb, vertrat Johannes VII. ihn als Stellvertreter bis zu dessen Rückkehr im Jahr 1402.
| Vorgänger  | Amt                         | Nachfolger |
| ---------- | --------------------------- | ---------- |
| Manuel II. | Kaiser von Byzanz 1399–1402 | Manuel II. |

| Personendaten    | Personendaten                       |
| ---------------- | ----------------------------------- |
| NAME             | Johannes VII.                       |
| ALTERNATIVNAMEN  | Johannes VII. Palaiologos           |
| KURZBESCHREIBUNG | Kaiser von Byzanz (1390, 1399–1402) |
| GEBURTSDATUM     | 1370                                |
| STERBEDATUM      | 22. September 1408                  |